# Sepp Janko
Josef "Sepp" Janko (serbocroata: Jozef "Sep" Janko / Јозеф "Сеп" Јанко; 9 de noviembre de 1905 - 25 de septiembre de 2001) fue un Volksgruppenführer ("líder de grupo") de la Asociación Cultural Suabo-Alemana (Schwäbisch-Deutschen Kulturbundes) en Yugoslavia en 1939, y más tarde fue nombrado Obersturmführer de las SS durante la Segunda Guerra Mundial.

## Vida
Janko nació el 9 de noviembre de 1905 en Ernsthausen (en serbio: Ernestovac), en el actual territorio de Serbia, en el seno de una familia católica romana campesina de ascendencia suaba. Estudió derecho en Graz.
Janko se fue tornando cada vez más racialista y pangermánico. El 6 de junio de 1939 fue elegido presidente de la Asociación Cultural Suabo-Alemana en Yugoslavia por sugerencia de la agencia Volksdeutsche Mittelstelle (VoMi) del Reich. El 12 de diciembre de 1940, el Primer Ministro Dragiša Cvetković le concedió la Orden de la Corona Yugoslava Clase III. 
Después de la invasión de la Wehrmacht a principios de 1941, la Asociación Cultural se disolvió y VoMi organizó el Deutsche Volksgruppe in Serbien und Banat (DVSB) bajo el liderazgo de Janko. Al mismo tiempo, Janko fue nombrado Obersturmführer de las SS en la región del Banat en Serbia, ocupada por los nazis.[cita requerida]
La DVSB fue reestructurada siguiendo las líneas del NSDAP. Su rama más importante fue la Deutsche Mannschaft, una formación paramilitar que quedó bajo el control de las SS. Janko y el DVSB cooperaron con el VoMi y como paso hacia la nazificación de la minoría introdujeron un sistema de clasificación de los Volksdeutsche locales similar al usado por el DVL en Polonia.

## Segunda Guerra Mundial

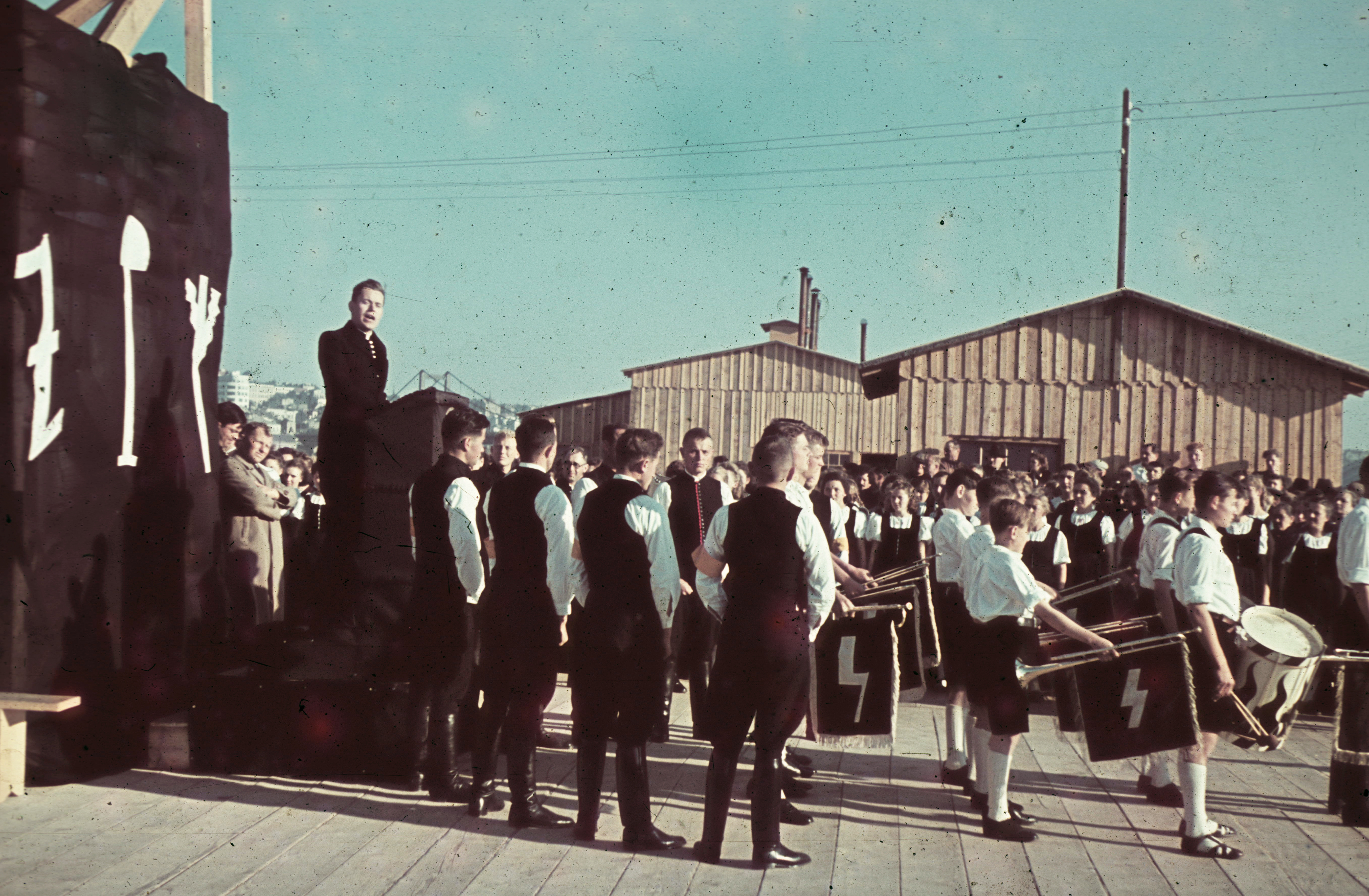
Sepp Janko, presidente de la Asociación Cultural Suabo-Alemana, pronuncia un discurso ante sus compatriotas en un campo de refugiados cerca de Zemun en 1940, durante el reasentamiento de los alemanes de Besarabia en la Alemania nazi según un acuerdo entre el Tercer Reich y la Unión Soviética (entonces en amistad).

Después de un estallido inicial de entusiasmo por unirse a las Selbstschutz ("unidades de autodefensa") patrocinadas por Alemania, la mayoría de los suabos del Danubio perdieron interés en el Tercer Reich. El reclutamiento voluntario decayó rápidamente y en agosto de 1941 las Waffen-SS impusieron el servicio militar obligatorio y reclutaron a hombres locales.

Janko se opuso y adoptó la posición de que la obligación legal de prestar servicios en el ejército alemán para los miembros de los grupos étnicos alemanes (Volksdeutsche) no existía, ya que esto violaba las regulaciones de La Haya sobre la guerra. Heinrich Himmler respondió con consternación:
“Es ist unmöglich, dass Deutsche in Europa irgendwo als Pazifisten herumhocken und sich von unseren Bataillonen beschützen lassen…” (“Es imposible que los alemanes puedan estar sentados en algún lugar de Europa como pacifistas y estar protegidos por nuestros batallones...") 
Janko respondió ofreciendo establecer un regimiento de unos 3.000 alemanes étnicos locales, con interacción de servicio limitada con la Wehrmacht y las Waffen-SS. En su libro Reden und Aufsätze (Discursos y ensayos), Sepp Janko se jactaba de su capacidad para reclutar hijos de alemanes étnicos de la región de Banat:
"... Puse a disposición del Führer casi todo el grupo nacional alemán en el antiguo Estado de Yugoslavia y le entregué tantos voluntarios como soldados, es para mí un motivo de gran orgullo."
En abril de 1942, Himmler creó la 7.ª División de Montaña Voluntaria de las SS Prinz Eugen y comenzó a reclutar Volksdeutsche de Banat y Rumania. La División tenía su base en Banat pero sirvió en toda la ex Yugoslavia. 

## Fuga

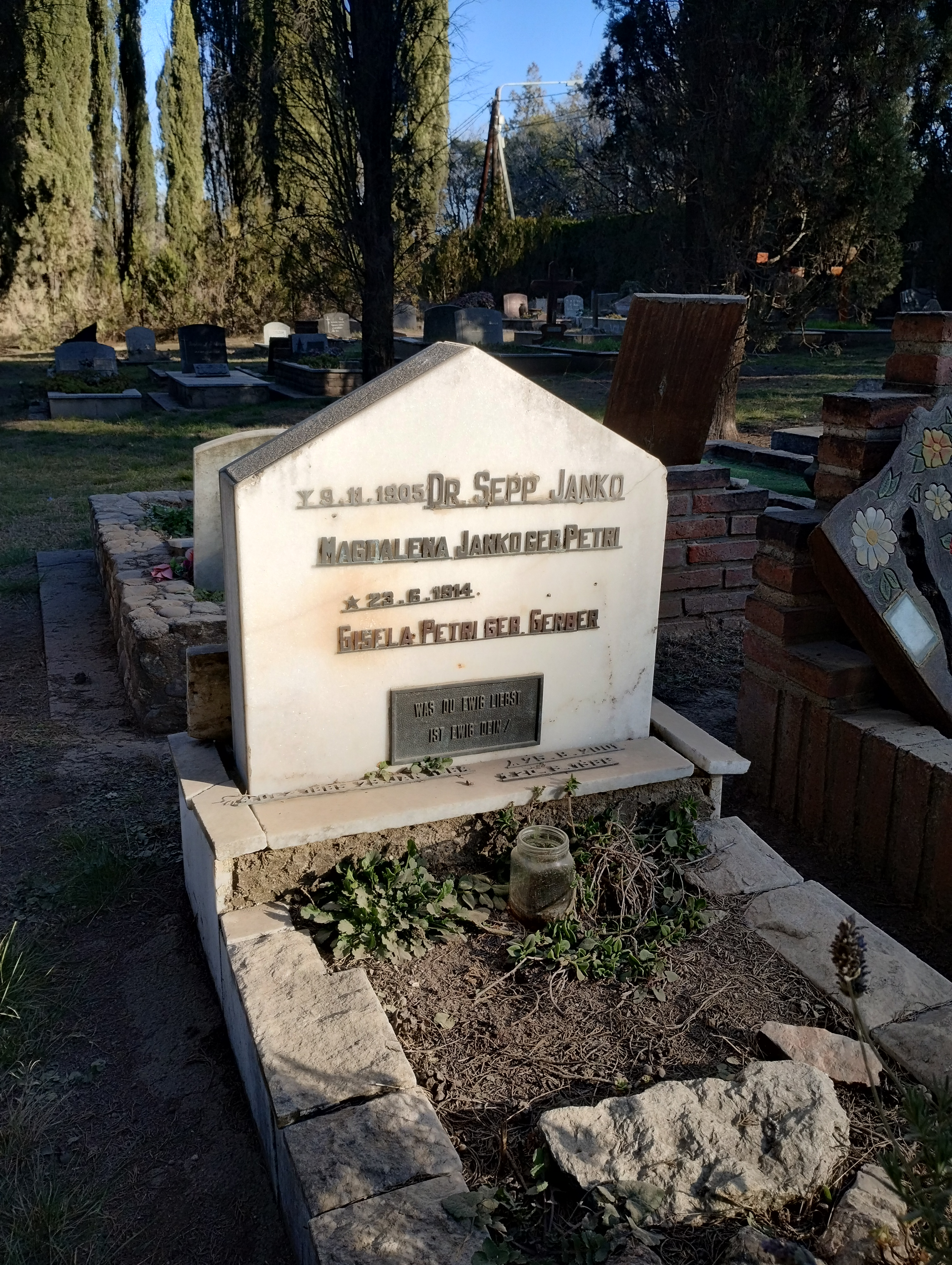
La tumba de Sepp Janko en el cementerio alemán de Villa General Belgrano, Argentina

Janko pudo escapar del Ejército de Liberación Nacional (Yugoslavia) a finales de 1944 hacia Austria, donde fue arrestado por fuerzas estadounidenses y llevado al campo de Wolfsberg en Carintia.
Estuvo preso con el embajador nazi en el Estado Independiente de Croacia (Siegfried Kasche) y el líder de la minoría alemana en Croacia (Branimir Altgayer). Kasche y Altgayer fueron entregados por los británicos a Tito y ejecutados, pero Janko logró huir a Italia antes de su extradición.
En 1951 huyó de Génova a Argentina a bordo del barco Entre Ríos, con un pase de la Cruz Roja expedido a nombre de José Petri. Petri era el apellido de soltera de su esposa Leni, con quien se había casado por iglesia en 1936. 
Janko fue acusado por el gobierno yugoslavo de crímenes de guerra. Por instigación del gobierno yugoslavo, fue arrestado y encarcelado hasta ser extraditado. Debido a la intervención del presidente Juan Perón, Janko fue liberado.[cita requerida]
Vivió en Villa General Belgrano, en la provincia de Córdoba, hasta su muerte en 2001, a los 95 años.

## Obras
- 1943: Reden und Aufsätze (En una serie de la etnia alemana en Banat y Serbia). Etnia alemana: Betschkerek; Ladislaus Frank: Belgrado.
- 1982: Weg und Ende der deutschen Volksgruppe en Jugoslawien. Stocker: Graz y Stuttgart.